# Four Seasons Hotel Miami
Four Seasons Hotel and Tower (также — Four Seasons Hotel Miami или Four Seasons Tower, Времена года) — небоскрёб в Майами, самое высокое здание штата Флорида.
Высота — 240 м, это более чем в два раза выше естественной высочайшей точки штата — холма Бриттон-Хилл (106 м).
64-этажное здание, построенное в 2000—2003 годах, выше предыдущего рекордсмена штата по высоте, небоскрёба Wachovia Financial Center, на 7 м. Комплекс включает отель международной сети Four Seasons, офисы (в основном, банка HSBC Bank USA) и кондоминиумы на верхних этажах.
На восточной стороне на уровне 7 этажа расположена терраса в виде бассейна с «островками». В одном из фойе расположен водопад высотой около 24 м.
Строительство небоскрёба обошлось в 379 миллионов долларов США.

## Галерея

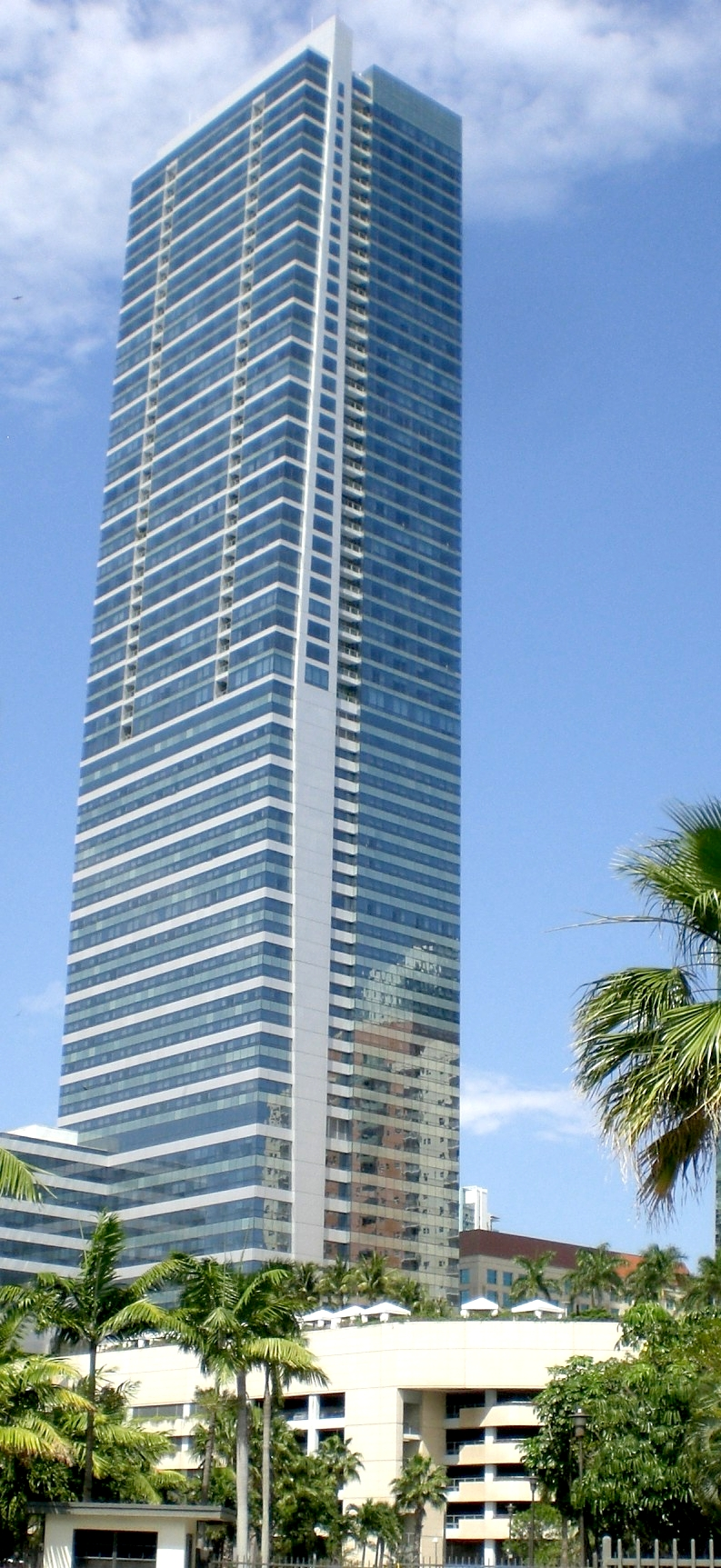
Вид с Юго-западной стороны
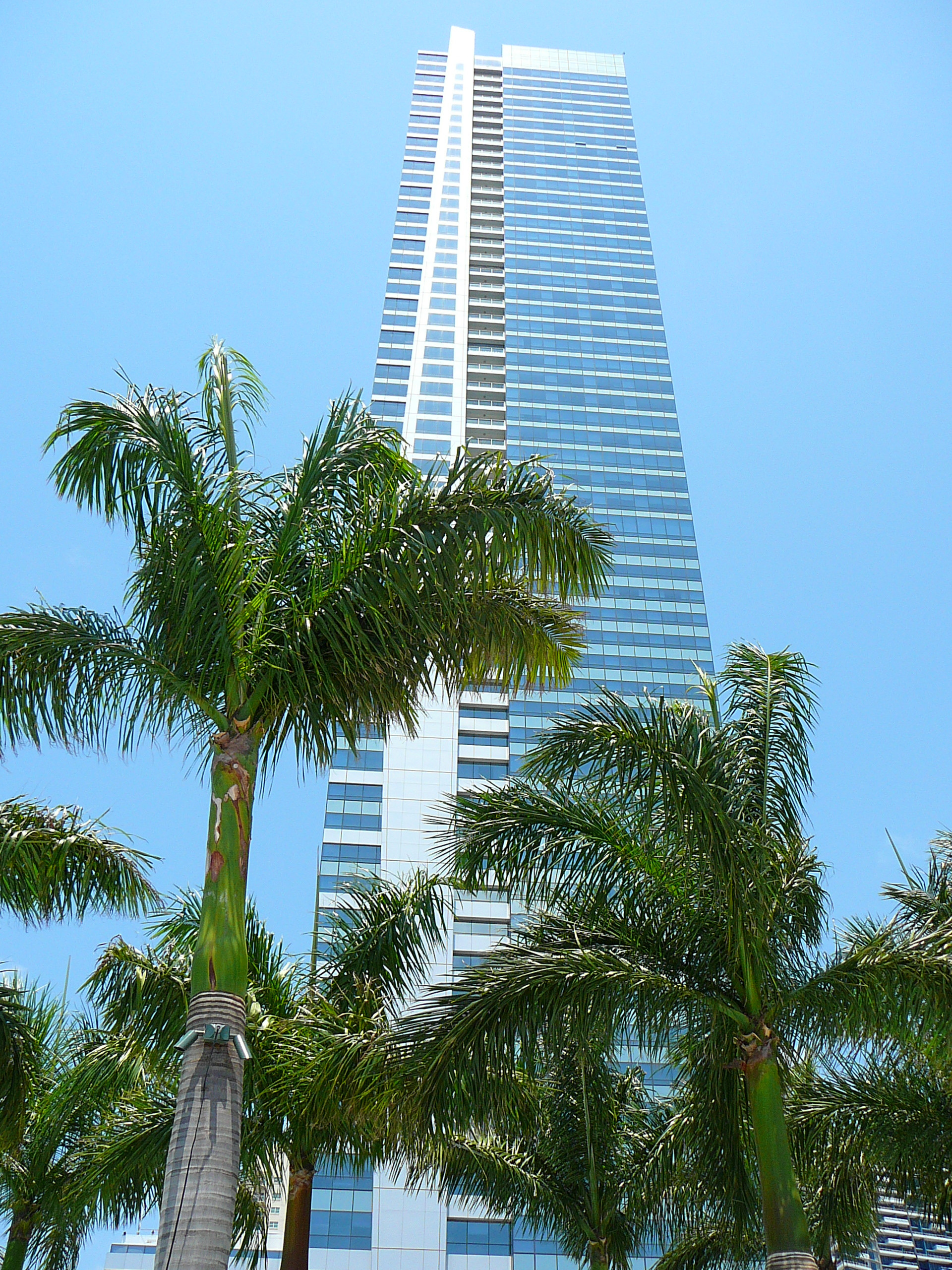
Вид снизу
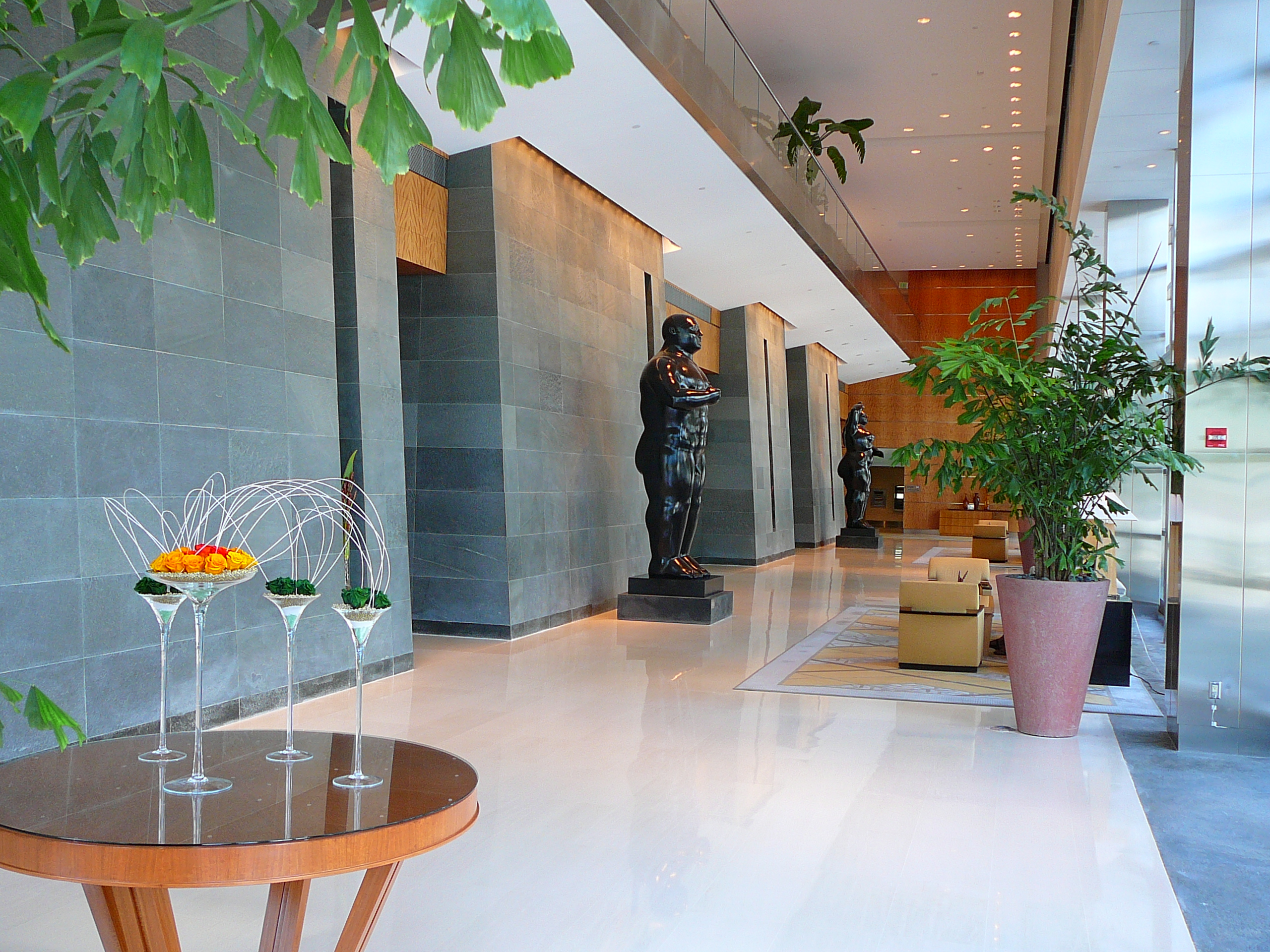
Главный вход
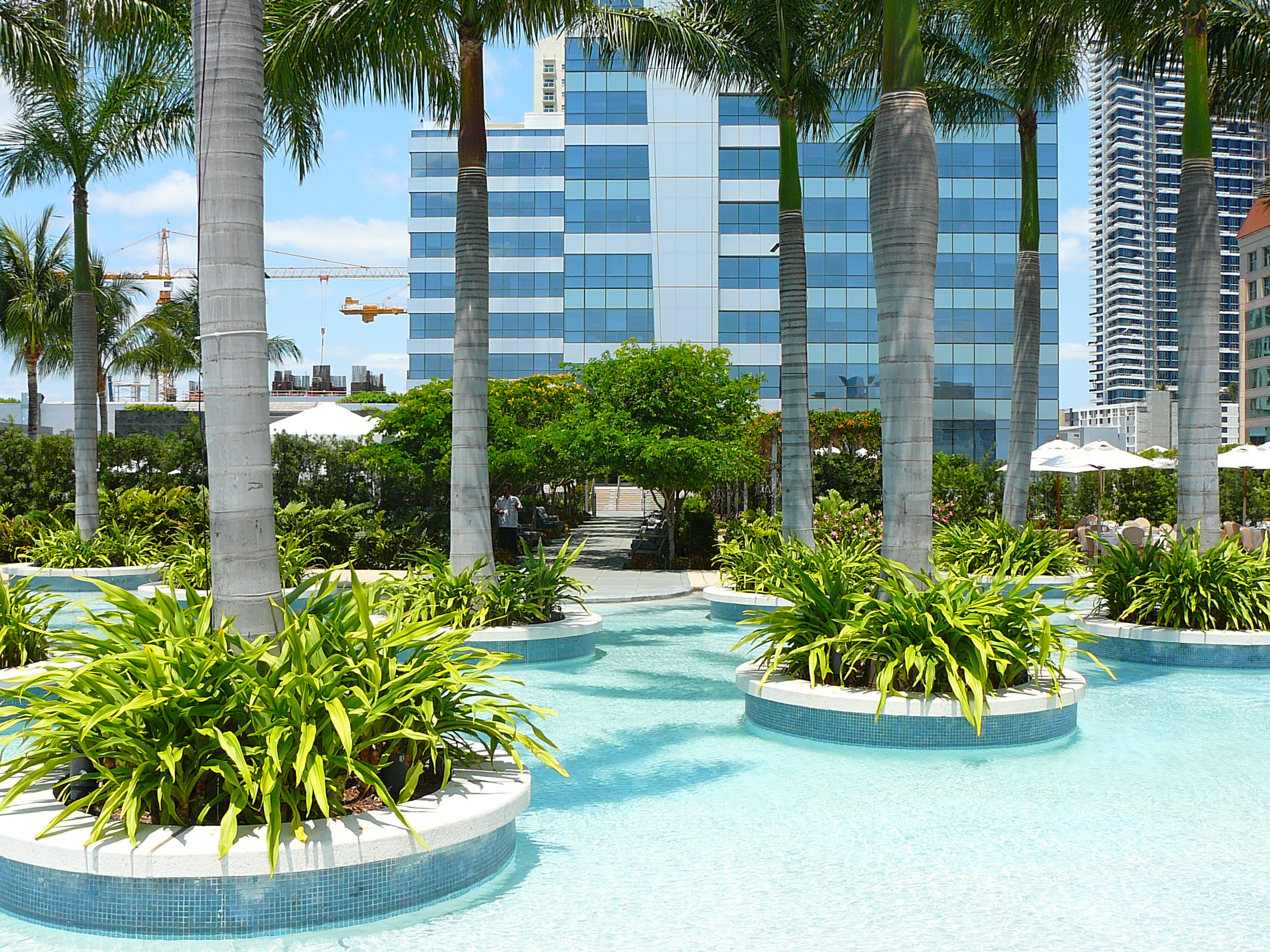
Бассейн отеля